# ジャスティス・フニ
ジャスティス・フニ（Justis Huni、1999年4月4日 - ）は、オーストラリアのプロボクサー。第22代OPBF東洋太平洋ヘビー級王者。クィーンズランド州メアドウブロック出身。

## 来歴
2020年10月22日、ブリスベンのフォルティトゥデ・ミュージックホールでオーストラリアヘビー級王者ファイガ・オペウとオーストラリア同級タイトルマッチを行い、7回1分21秒TKO勝ちを収めデビュー戦での王座獲得に成功した。
2020年12月3日、ブリスベンのフォルティトゥデ・ミュージックホールでアルセネ・フォッソとオーストラリアヘビー級タイトルマッチを行い、4回1分7秒TKO勝ちを収め初防衛に成功した。
2023年2月1日、エディー・ハーンのマッチルーム・スポーツ・USAと複数年契約を結んだ。
2023年10月28日、カンクンのポリフォルム･ベニト・スアレスでアンドリュー・タビティーとWBAインターナショナルヘビー級王座決定戦を行い、10回3-0（100-90、98-92×2）の判定勝ちを収め王座獲得に成功した。
2024年3月8日、リヤドのキングダム・アリーナで一階級下のWBC世界ブリッジャー級暫定王者のケビン・レレナとWBOグローバルヘビー級王座決定戦を行い、10回3-0（96-94×2、98-92）の判定勝ちを収め王座を獲得した。
2024年7月25日、ブリスベンのフォルティトゥデ・ミュージックホールでトロイ・ピルチャーとWBOグローバル同級タイトルマッチを行い、2回2分26秒TKO勝ちを収めWBOグローバル王座の初防衛に成功した。
2025年6月7日、イプスウィッチのポートマン・ロードでWBA世界ヘビー級1位のファビオ・ウォードリーと、WBA世界同級レギュラー王者のクブラト・プレフと指名挑戦者のウォードリーとの間で行われる予定だった指名戦の交渉決裂に伴うWBA暫定世界同級王座決定戦を行うも、プロ初黒星となる10回1分42秒KO負けを喫し王座獲得に失敗した。

## 戦績
- プロボクシング:13戦12勝（7KO）1敗

| 戦           | 日付           | 勝敗 | 時間     | 内容    | 対戦相手                       | 国籍             | 備考                                                                   |
| ------------ | -------------- | ---- | -------- | ------- | ------------------------------ | ---------------- | ---------------------------------------------------------------------- |
| 1            | 2020年10月22日 | ☆    | 7R 1:21  | TKO     | ファイガ・オペウ               | オーストラリア   | プロデビュー戦 オーストラリアヘビー級タイトルマッチ                    |
| 2            | 2020年12月3日  | ☆    | 4R 1:07  | TKO     | アルセネ・フォッソ             | オーストラリア   | オーストラリア防衛1                                                    |
| 3            | 2021年3月10日  | ☆    | 1R 2:50  | TKO     | ジャック・マリス               | オーストラリア   |                                                                        |
| 4            | 2021年5月21日  | ☆    | 10R      | 判定3-0 | クリスチャン・ツソェ           | オーストラリア   | オーストリア防衛2                                                      |
| 5            | 2021年6月16日  | ☆    | 10R 1:18 | TKO     | ポウル・ガーレン               | オーストラリア   | オーストラリア防衛3                                                    |
| 6            | 2022年6月15日  | ☆    | 10R      | 判定3-0 | ジョセフ・グッダール           | オーストラリア   | IBFパンパシフィック・WBOオリエンタル・OPBF東洋太平洋ヘビー級王座決定戦 |
| 7            | 2022年11月4日  | ☆    | 10R      | 判定3-0 | キキ・トゥア・レウテテ         | ニュージーランド | IBFパンパシフィック・WBOオリエンタル・OPBF防衛1                        |
| 8            | 2023年10月28日 | ☆    | 10R      | 判定3-0 | アンドリュー・タビティー       | アメリカ合衆国   | WBAインターナショナルヘビー級王座決定戦                                |
| 9            | 2024年3月8日   | ☆    | 10R      | 判定3-0 | ケビン・レレナ                 | 南アフリカ共和国 | WBOグローバルヘビー級王座決定戦                                        |
| 10           | 2024年7月25日  | ☆    | 2R 2:26  | TKO     | トロイ・ピルチャー             | オーストラリア   | WBOグローバル防衛1                                                     |
| 11           | 2024年12月11日 | ☆    | 2R 2:02  | TKO     | アンドロ・ダニエル・ロブッティ | アルゼンチン     |                                                                        |
| 12           | 2025年1月8日   | ☆    | 2R 0:33  | TKO     | ショーン・ポティエター         | 南アフリカ共和国 | IBFパンパシフィックヘビー級王座決定戦 WBOグローバル防衛2               |
| 13           | 2025年6月7日   | ★    | 10R 1:42 | KO      | ファビオ・ウォードリー         | イギリス         | WBA暫定・世界ヘビー級王座決定戦                                        |
| テンプレート |                |      |          |         |                                |                  |                                                                        |

## 獲得タイトル
- オーストラリアヘビー級王座
- IBFパンパシフィックヘビー級王座
- WBOオリエンタルヘビー級王座
- 第22代OPBF東洋太平洋ヘビー級王座（防衛1=返上）
- WBAインターナショナルヘビー級王座
- WBOグローバルヘビー級王座